# Jacek Kurzawiński
Jacek Kurzawiński (ur. 24 lutego 1962 w Wałbrzychu, zm. 16 listopada 2019 tamże) – polski siatkarz na pozycji rozgrywającego (198 cm), trener dyplomowany I stopnia FFVB i FIVB, dziennikarz sportowy (m.in. Gazeta Wyborcza).

## Przebieg kariery sportowej

### Kariera klubowa – Polska
Wychowanek wałbrzyskiego Chełmca, pod okiem swojego ojca Mieczysława Kurzawińskiego stawiał pierwsze siatkarskie kroki. Z drużyną juniorów zdobył wicemistrzostwo Polski w 1977 w Warszawie, gdzie został uznany za najlepszego rozgrywającego tej imprezy. Mając już 15 lat występował w II ligowej drużynie Chełmca Wałbrzych. W 1981 roku zasilił występującą w I lidze Resovię, zdobywając w 1983 r. Puchar Polski. Po 4 sezonach spędzonych w Rzeszowie zmienił barwy powracając na Dolny Śląsk kontynuując karierę w I ligowej Gwardii Wrocław. W wieku 30 lat otrzymał zgodę PZPS na wyjazd za granicę i 1 sezon spędził w tureckiej ekstraklasie – PTT Ankara. Po epizodzie w Turcji powrócił na polskie siatkarskie parkiety I ligowe i przez kolejny sezon grał w rodzinnym Wałbrzychu. Z Chełmcem jako zdobywcą Pucharu Polski w 1993 r., reprezentował Polskę w Pucharach Zdobywców Pucharów dochodząc do ¼ finału.

### Kariera zagraniczna
Od 1994 r. przebywa we Francji – jako zawodnik HAC Le Havre (II liga). W 1995 r. przeniósł się do ALCM Maromme – Canteleu (II liga), gdzie zakończył swoją zawodniczą karierę w 1998 r. prowadząc jeszcze zespół jako trener do 2001 r. Następnie trenował SCA Angoulême (II liga). Po 8 latach przerwy w 2006 r. ponownie powrócił do gry jako zawodnik w II ligowym VB Annecy. W roku 2007 wrócił na trenerską ławkę i prowadził w sezonie 2007/2008 III ligowy AL Caudry jednocześnie pełniąc funkcję trenera koordynatora grup młodzieżowych. W sezonie 2008/2009 prowadził I-ligowy zespół Jokera Piła w przygotowaniach przedsezonowych oraz pierwszej rundzie zasadniczej. W sezonie 2009/2010 szkoleniowiec II-ligowej drużyny MKS Sudety MebloMarket Kamienna Góra. Od sezonu 2010/2011 trener żeńskiej ekipy Harnes VB.

Byłem skazany na sportowe życie. Mój ojciec był I ligowym zawodnikiem Chełmca w latach 60. ubiegłego stulecia, zaś w latach 70. szkolił siatkarki tego klubu, grające w II lidze. Następnie zajął się szkoleniem młodzieży wałbrzyskiej i tak trafiłem pod opiekę mojego ojca wyrastając na siatkarza i jednocześnie kontynuując rodzinne tradycje. Żałuję tylko ze moje najlepsze lata przypadły na moment kryzysu gospodarczego w kraju - stan wojenny. Z tego powodu reprezentacja Polski juniorów - prowadzona przez Bolesława Orlikowskiego – nie pojechała na mistrzostwa świata do Wenezueli gdzie zespół ZSRR – który pokonaliśmy gładko 3:0 w Szczecinie na Międzynarodowych Zawodach Przyjaźni – zdobył złoty medal. Jedną z moich zawodowych porażek jest fakt, że 4-krotnie zajmowałem wraz z drużynami (Resovia, Gwardia, Chełmiec) najgorsze miejsce z możliwych – 4., ocierając się o podium.

Po długiej i ciężkiej chorobie zmarł 16 listopada 2019 roku. Spoczął na cmentarzu parafialnym przy ul. Pułaskiego (Stary Zdrój) w rodzinnym Wałbrzychu.